# Interior del Moulin de la Galette
Interior del Moulin de la Galette es una pintura al óleo realizada por el pintor español, Ramon Casas, entre 1890 y 1891, y que se encuentra expuesta en el Museo Nacional de Arte de Cataluña en Barcelona.

## Autor
Ramon Casas (Barcelona, 1866-1932) fue uno de los mejores pintores de la primera generación modernista y, junto con Santiago Rusiñol, el impulsor de la renovación de la pintura catalana de finales del siglo XIX. Con tan sólo quince años inició una estancia en París para ampliar su formación, que se prolongó tres años. Cabe destacar las dotes de Casas para la pintura y para el dibujo, así como su capacidad para cultivar con el mismo éxito el paisaje y el retrato, si bien fue este último género el que le proporcionó un mayor reconocimiento y lo consagró como el retratista más codiciado por la burguesía barcelonesa.

## Descripción
Representa el mismo ángulo, junto a la orquesta, que la pintura Bal du Moulin de la Galette que se conserva en el Museo de Cau Ferrat de Sitges. Sin embargo, Casas no pinta aquí el bullicio nocturno habitual del célebre local sino que representa una atractiva escena en la que una chica, en primer término, se muestra indiferente a la actitud amorosa de una pareja, y a la música que interpreta,  arriba, uno de los músicos.

## Historia
La obra forma parte de una serie de interiores del popular baile del parisino Moulin de la Galette de Montmartre que Ramon Casas pintó durante su estancia en la capital francesa, entre el comienzo del invierno de 1890 y principios del verano de 1891.
Figuró en la segunda exposición que Casas celebró en la Sala Parés, en noviembre de 1891, junto con sus amigos Rusiñol y Clarasó. Más recientemente formó parte de la exposición que, con el título Ramon Casas. El pintor del modernisme, organizó el Museo Nacional de Arte de Cataluña entre enero y abril de 2001. Actualmente se encuentra expuesta en la Sala de Vanguardia de la Colección de Arte Moderno (espacio anteriormente dedicado a Joaquín Torres García), junto con un collage-pintura de Joan Miró, obra que data de un período fundamental en la trayectoria de este artista, el de la llamada 'antipintura'. Esta pieza fue depositada en el Museo por el Ministerio de Cultura, gracias a una dación en pago de impuestos. Esta pintura complementa la obra Plen Air, fruto de la vida bohemia que Casas compartió en París con Santiago Rusiñol, y Le bal blanc y La llotja, de Hermen Anglada Camarasa. Estas dos últimas pinturas datan de principios del siglo XX, y llenan el vacío de obras de este periodo del artista, del que sólo contaba el museo con una obra de pequeño formato.